# Горішнє Черковиште
Горішнє Черко́виште (болг. Горно Черковище) — село в Старозагорській області Болгарії. Входить до складу общини Казанлик.

## Населення
За даними перепису населення 2011 року у селі проживали 1374 особи.
Національний склад населення села:
| Національність   | Кількість осіб | Відсоток |
| ---------------- | -------------- | -------- |
| болгари          | 932            | 70,2%    |
| цигани           | 322            | 24,3%    |
| Всього відповіли | 1327           |          |

Розподіл населення за віком у 2011 році:
Динаміка населення: